# Go Now (film)
Go Now è un film del 1995 diretto da Michael Winterbottom.
Il film è tratto da un soggetto di Paul Henry Powell, scrittore britannico sofferente di sclerosi multipla.

## Trama
È la storia d'amore tra Nick e Karen, due giovani della classe operaia britannica, e della malattia di Nick, colpito dalla sclerosi multipla che silenziosamente si impadronisce del suo corpo.